# Liburnascincus scirtetis
Liburnascincus scirtetis — вид сцинкоподібних ящірок родини сцинкових (Scincidae). Ендемік Австралії.

## Поширення і екологія
Liburnascincus scirtetis відомі з типової місцевості, розташованої у національному парку Калкаджака на сході півострова Кейп-Йорк в штаті Квінсленд. Вони живуть серед грантіних валунів Чорної гори.